# Bucheon
Bucheon (kor. 부천) ist eine Stadt in der südkoreanischen Provinz Gyeonggi-do. Die Stadt liegt direkt und fast übergangslos zwischen den Millionenstädten Incheon im Westen und Seoul im Osten. Bucheon ist ein kulturelles Zentrum im Großraum Seoul. Das Bucheon Philharmonic Orchestra ist eins der berühmtesten in Korea und seit 1997 wird das Puchon International Fantastic Film Festival hier abgehalten. Viele verarbeitenden Betriebe sind in der Stadt angesiedelt.
Es gibt mehrere höhere Bildungsinstitutionen in der Stadt, unter anderem das Bucheon College, das Yuhan College, die Katholische Universität von Korea und die Seoul Theological University. Bucheon ist außerdem Heimat des K-League-Fußballvereins Bucheon SK. Verkehrstechnisch ist die Stadt mit durchfahrenden Linienästen der U-Bahn Seoul und einem kreuzenden Schnellstraßennetz relativ gut erschlossen. Die Young An Hat Company, ein koreanischer Mischkonzern, hat seinen Hauptsitz in Bucheon.
Bucheon hat aufgrund des sehr kleinen, von drei Seiten durch Hügel eingezwängten Stadtgebiets die selbst für asiatische Städte hohe Bevölkerungsdichte von fast 16.000 Bewohnern pro Quadratkilometer.
Am 11. September 1998 ereignete sich ein Gasunfall in Bucheon. Seit 2017 ist Bucheon eine UNESCO City of Literature.

## Aussprache des Namens
Der Name Bucheon besteht aus zwei Silben. Die erste Silbe ist Bu, die zweite cheon. Diese beginnt mit einem aspirierten tsch wie beim Tschad, gefolgt von einem offenen o wie in Organ und schließt mit einem normalen n ab.

## Städtepartnerschaften
- Hwaseong, Südkorea
- Gangneung, Südkorea
- Gongju, Südkorea
- Okcheon, Südkorea
- Jindo, Südkorea
- Muju, Südkorea
- Bonghwa, Südkorea
- Harbin, Volksrepublik China
- Chabarowsk, Russland
- Bakersfield, Vereinigte Staaten
- Valenzuela City, Philippinen
- Kawasaki, Japan

## Söhne und Töchter der Stadt
- Lee Jae-min (* 1987), Fußballspieler
- Kim Yu-na (* 1990), Eiskunstläuferin
- Baekhyun (Exo (Band)) (* 1992), Sänger
- Moonbyul (* 1992), Sängerin, Rapperin, Songwriterin und Moderatorin
- Seolhyun (* 1995), Schauspielerin, Sängerin und Model
- Won Ji-an (* 1999), Schauspielerin